# 灤河県
灤河県（らんがけん、中: 灤河縣）はかつて中国に存在した県。現在の中華人民共和国河北省唐山市遷西県北部に相当する。
遼朝により設置され、金朝により廃止された 。